# ГАИС
ГАИС (на шведски: Göteborgs Atlet- och Idrottssällskap, съкращение от Йотеборис Атлет ок Идротселскап) е шведски футболен отбор от град Гьотеборг. Състезава се в най-високото ниво на шведския футбол - групата Алсвенскан.

## Успехи
- Шампион на Швеция (4): 1919, 1922, 1930–31, 1953–54 г.
- Купа на Швеция  (1): 1942 г.

## Европейски турнири
Участвал е в турнирите за Интертото.